# Bezzia aklavikensis
Bezzia aklavikensis är en tvåvingeart som beskrevs av Wirth och Eileen D. Grogan 1983. Bezzia aklavikensis ingår i släktet Bezzia och familjen svidknott.
Artens utbredningsområde är Northwest Territories, Kanada. Inga underarter finns listade i Catalogue of Life.